# Captive Wild Woman
Captive Wild Woman – amerykański horror fantastyczno-naukowy z 1943 roku.

## Treść
Szalony naukowiec, doktor Sigmund Walters, kradnie z cyrku samicę goryla, którą ma zamiar użyć do eksperymentów. Wstrzykuje zwierzęciu żeńskie hormony płciowe, w wyniku czego małpa zmienia się w piękną dziewczynę.

## Główne role
- John Carradine - Sigmund Walters
- Milburn Stone - Fred Mason
- Evelyn Ankers - Beth Colman
- Lloyd Corrigan - John Whipple
- Acquanetta - Paula Dupree (kobieta-małpa)
- Martha Vickers - Dorothy Colman
- Fay Helm - pielęgniarka
- Vince Barnett - Curly
- Paul Fix - Gruen
- Ray Corrigan